# Дуарте, Андерсон
А́ндерсон Натаэ́ль Дуа́рте да Си́льва (исп. Anderson Nathael Duarte da Silva; род. 23 марта 2004, Такуарембо) — уругвайский футболист, нападающий клуба «Дефенсор Спортинг».

## Клубная карьера
Дуарте — воспитанник клуба «Дефенсор Спортинг». 10 ноября 2021 года в матче против «Уругвай Монтевидео» он дебютировал в уругвайской Сегунде. По итогам сезона Дуарте помог команде выйти в элиту. 26 апреля 2022 года в матче против «Серрито» он дебютировал в уругвайской Примере. 10 июля в поединке против «Бостон Ривер» Андерсон забил свой первый гол за «Дефенсор Спортинг». По итогам сезона он помог клубу завоевать Кубок Уругвая.

## Международная карьера
В 2023 году в составе молодёжной сборной Уругвая Дуарте принял участие в молодёжном чемпионате Южной Америки в Колумбии. На турнире он сыграл в матчах против сборных Чили и Венесуэлы.
В том же году Дуарте стал победителем молодёжного чемпионата мира в Аргентине. На турнире он сыграл в матчах против команд Ирака, Англии, Туниса, Гамбии, США, Израиля и Италии.

## Достижения
Клубные
 «Дефенсор Спортинг»
- Обладатель Кубка Уругвая — 2022

Международные
 Уругвай (до 20)
- Победитель молодёжного чемпионата мира — 2023